# Alfredo Trombetti
Alfredo Trombetti (Bologna, 16 gennaio 1866 – Lido di Venezia, 5 luglio 1929) è stato un linguista italiano, professore di filologia semitica e di glottologia.

## Biografia

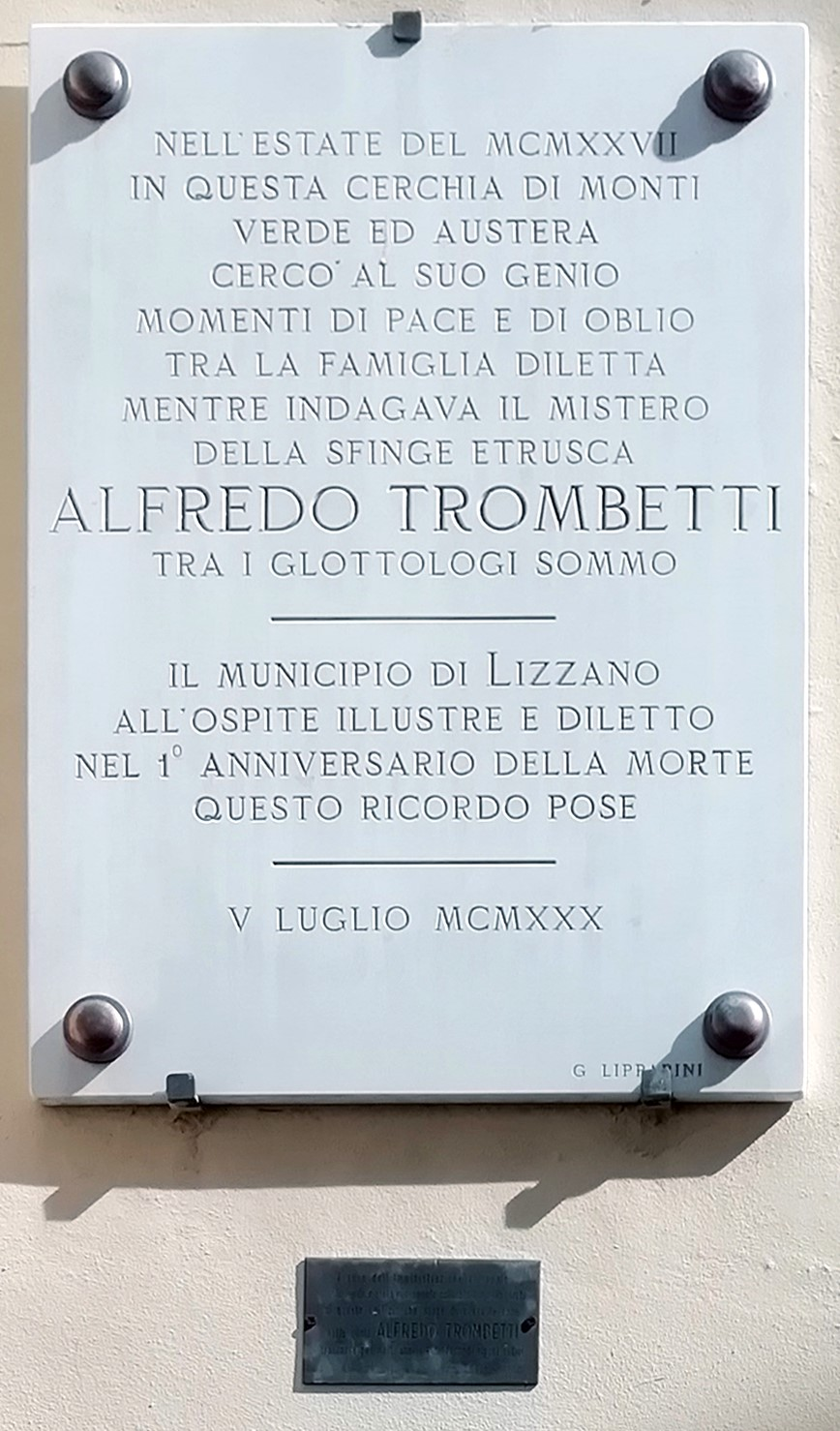
Lapide alla memoria di Alfredo Trombetti a Vidiciatico

Nato in una famiglia di umili origini, Trombetti si laureò a Bologna nel 1891 in Lettere. Professore liceale, nel 1902 pubblicò Nessi genealogici tra le lingue del mondo antico; il saggio gli valse il Premio Reale dell'Accademia dei Lincei. 

Nel 1904 divenne a Bologna ordinario di Filologia semitica e nel 1912 di Scienza del linguaggio (vecchio nome della Glottologia generale comparata). 
Morì durante una villeggiatura a causa di una sincope, che lo colse dopo aver fatto un bagno di mare.
Trombetti è sepolto nella cripta di famiglia collocata nel Campo Carducci del cimitero monumentale della Certosa di Bologna, insieme alla nipote Laura Betti.

### Basco, caucasico e sinotibetano
Trombetti fu il primo a ipotizzare, nel 1923, la somiglianza del basco con le lingue caucasiche e con la famiglia sinotibetana, precorrendo le moderne ricerche sul denecaucasico, sebbene questa somiglianza fosse sempre più lontana dall'essere dimostrabile.

## L'unità preistorica delle lingue
È soprattutto ricordato per le sue teorie monogenetiche secondo le quali tutte le lingue del mondo deriverebbero da una sola lingua parlata nella preistoria.
Vale la pena di riproporre il suo punto di vista esposto ne L'unità d'origine del linguaggio, opera che costituisce l'ampliamento di Nessi genealogici tra le lingue del mondo antico:
Prima di tutto l'antichità dell'uomo, e quindi del linguaggio, non può essere enorme come taluni hanno voluto far credere. Ora, tenuto conto della differenziazione linguistica che in media si compie in un dato tempo, io credo di poter dare come minimo la cifra di 30 000 anni e come massimo quella di 50 000 … Noi dunque consideriamo la monogenesi del linguaggio per lo meno come un argomento assai forte in favore della monogenesi dell'uomo.

## Opere principali
- L'unità d'origine del linguaggio, 1905, Bologna;
- Saggi di glottologia generale comparata (Gamberini e Parmeggiani, Bologna 1908-1920);
- Elementi di glottologia, Forni (ristampa anastatica 1923);
- Le origini della lingua basca, Forni (ristampa anastatica Bologna, 1925);